# Доње Јаме
Доње Јаме су насељено мјесто на подручју града Глине, Банија, Република Хрватска.

## Историја
Доње Јаме су се од распада Југославије до августа 1995. године налазиле у Републици Српској Крајини.

## Становништво
| Националност       | 1991.        |
| Хрвати             | 130 (97,74%) |
| Срби               | 1 (0,75%)    |
| остали и непознато | 2 (1,50%)    |
| Укупно             | 133          |

| Демографија | Демографија | Демографија |
| Година      | Становника  | Становника  |
| ----------- | ----------- | ----------- |
| 1961.       | 235         |             |
| 1971.       | 201         |             |
| 1981.       | 169         |             |
| 1991.       | 133         |             |
| 2001.       | 64          |             |
| 2011.       |             | 22          |